# 鄭純
鄭純（越南语：／；1879年—？）越南阮朝官員。
嗣德三十二年（1879年），鄭純出生在清化省河中府美化縣楊水總持重社益下村（今属清化省河中縣河楊社）。維新三年（1909年），在己酉科鄉試中考中舉人。啟定元年（1916年），考中庭試第二甲進士出身，是為該科第一名。後任興元教授。